# باغچه‌جیق
باغچه‌جیق یکی از روستاهای استان آذربایجان شرقی است که در دهستان آتش‌بیگ قرانقو بخش نظرکهریزی شهرستان هشترود واقع شده‌است.این روستا ۷۰ نفر جمعیت دارد